# キボトシュの戦い
キボトシュの戦い（キボトシュのたたかい、英語: Battle of Civetot）、またはドラコンの戦いは、1096年10月21日に民衆十字軍を滅ぼした戦闘。

## 経過
クセリゴルドン包囲戦で、民衆十字軍のうちドイツ人集団は壊滅した。残る民衆十字軍は、クセリゴルドンに向かわずニカイアに向かおうとしていたフランス人集団であった。これに対し、ルーム・セルジューク朝はトルコ人スパイを2人派遣して、クセリゴルドンを落としたドイツ人がニカイアも陥落させたとうわさを流し、ニカイアへの道中に伏兵を仕掛けた。十字軍内にたちまち興奮が発生し、できるだけ早くニカイアに着いて略奪に加わろうと浮き足立つ者が現れた。指導者である隠者ピエールは補給を求めるためにコンスタンティノープルへ戻っており、十字軍の指導者の大半は、ピエールはすぐ戻ってくる予定なので、彼を待つべきと議論した（ただし、隠者ピエールは帰ってこなかった）。しかし、指揮を執ったジョフロワ・ビュレル（Geoffrey Burel）は待つのは臆病だと訴え、すぐさまにトルコ人を討つべきとした。ジョフロワの意見が受け入れられたため、10月21日の朝に十字軍全軍の2万人は女性・子供・老人・病人を宿営地に残してニカイアへと出発した。
宿営地から3マイルのところにあるドラコンの村（Dracon）の近くで、狭く木々が生い茂る谷間に入ってくる十字軍は喧騒にざわめきながら進軍していた。十字軍は谷間に入ってきた矢先、矢の一斉射撃を受けてパニックに陥り、数分で総崩れとなり宿営地へ敗走した。十字軍の大半が殺戮されたが（死者を6万人以上とする文献もあった）、女性、子供、そして投降した者は助命された。ジョフロワなど生き残った3千人は近くの放棄された城跡に逃げ込んだ:132。やがて、コンスタンティノス・エフォルベノス・カタカロン率いる東ローマ帝国軍が船でやってきて包囲を解き、生き残った数千人はコンスタンティノープルへ帰還した。